# Добролюбово
Добролю́бово (рос. Добролюбово) — село у складі Бікінського району Хабаровського краю, Росія. Адміністративний центр та єдиний населений пункт Добролюбовського сільського поселення.

## Населення
Населення — 126 осіб (2010; 194 у 2002).
Національний склад (станом на 2002 рік):
- росіяни — 81 %